# Дезире Шведская
Дезире Елизавета Сибилла, баронесса Сильвершёльд (швед. Prinsessan Désirée Elisabeth Sibylla Silfverschiöld; род. 2 июня 1938, Дворец Хага, Сольна, Стокгольм) — шведская принцесса, третья дочь принца Густава, герцога Вестерботтенского и принцессы Сибиллы Саксен-Кобург-Готской. Одна из четырёх старших сестер короля Карла XVI Густава.

## Биография

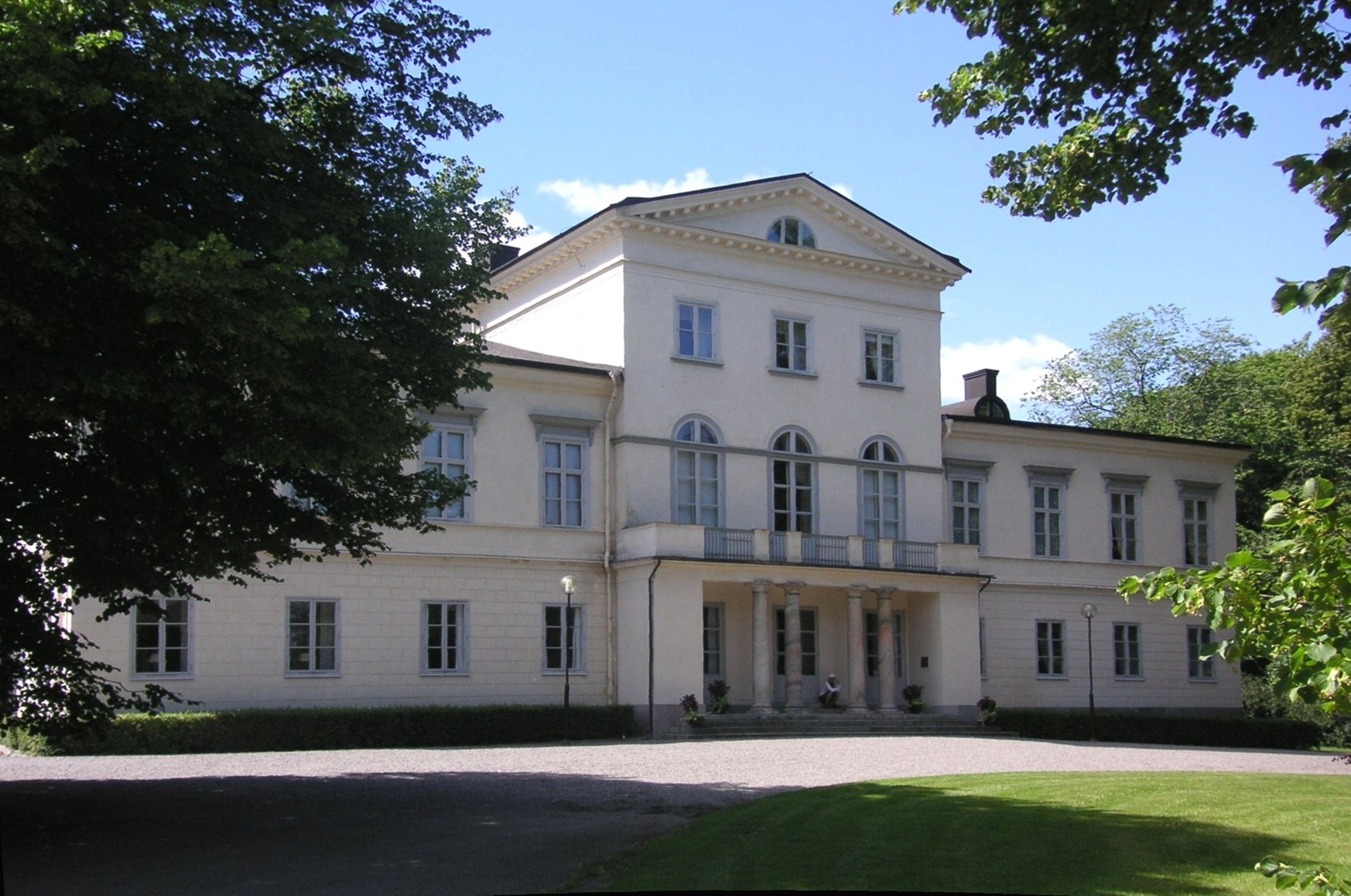
Дворец Хага — парадный фасад.

Принцесса Дезире Елизавета Сибилла родилась 2 июня 1938 года во Дворце Хага в Стокгольме. Её родителями были наследник шведского трона Густав Адольф, герцог Вестерботтенский, и его супруга принцесса Сибилла Саксен-Кобург-Готская. Принцесса имела старших сестер Маргарет и Биргитту, в 1943 году у неё родилась сестра принцесса Кристина, а в 1946 году наконец появился мальчик — Карл, будущий король (с 1973 года) Швеции. 
Принцесса, как и её сёстры, родилась во дворце Хага, и их с детства называли принцессы Хага.
В 1947 году отец принцессы погиб в авиакатастрофе ещё при жизни её деда и прадеда.
По линии своего отца является двоюродной сестрой датской королевы Маргрете II.
В ноябре 1960 года принцесса Дезире сопровождала свою старшую сестру принцессу Биргитту Шведскую в ходе визита в Соединённые Штаты от имени их деда короля Густава VI Адольфа на 50-летие Американско-Скандинавского фонда. В их честь мэр Ричард Дейли организовал бал для двух принцесс в отеле Renaissance Blackstone в Чикаго.
Принцесса Дезире после свадьбы проживает в замке Куберг, а также замке Госевадхольм — имениях своего супруга. Принимает активное участие во всех события шведской королевской семьи. Принцесса Дезире и её супруг иногда присутствали на государственных обедах и приемах в Швеции.
Принцесса, её супруг и их дети были гостями на свадьбе кронпринцессы Виктории в 2010 году, а также на свадьбе принцессы Мадлен в июне 2013 года. Является крестной матерью кронпринцессы Виктории.

## Свадьба и дети

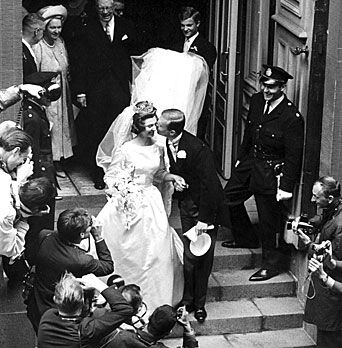
Принцесса Дезире в день свадьбы.

18 декабря 1963 года королевский двор объявил о свадьбе принцессы Дезире и шведского аристократа барона Нилса Августа Сильвершёльда (1934-2017). Он был сыном барона Карла Сильвершёльда и Мадлен Бенних. 5 июня 1963 года они поженились в Церкви Святого Николая в Стокгольме. Из-за брака принцесса утратила титул «Её Королевское Высочество» и после этого известна как «Принцесса Дезире, баронесса Сильвершельд». В подарок от деда короля Густава VI Адольфа и королевы Луизы она получила бриллиантовую тиару.
В браке родилось трое детей, которые не могут наследовать корону Швеции: 
- Карл Отто Эдмунд, барон Сильвершёльд (род. 1965) — в 2005 году женился на Марии Фредрикссон (род. 1965)
  - Анна Маргарита Сибилла Дезире Сильвершёльд (род. в 2006)
- Кристина Луиза Ева Мадлен, баронесса Сильвершёльд (род. 1966) — супруга барона Ханса де Гейер аф Финспонга (род. 1963), трое детей:
  - Эстель Луиза Дезире де Гейер (род. 2000).
  - Ян де Гейер (род. в 2002) был одним из пажей на свадьбе кронпринцессы Виктории Шведской[3]
  - Фредрик Луи Жерар де Гейер (род. в 2004)
- Елена Ингеборга Сибилла, баронесса Сильвершёльд (род. 1968) — была одной из подружек невесты на свадьбе короля Карла XVI Густава и королевы Сильвии в 1976 году, а также на свадьбе принца Бертиля и Лилиан Девис в 1977 году, не замужем, есть внебрачный сын.

Герб принцессы Дезире в 1938—1965.

## Награды
- Дама Ордена Серафимов (Швеция)[4];
- Королевский семейный орден короля Карла XVI Густава (1973);
- Юбилейная медаль Его Величества короля Карла XVI Густава (30 апреля 1996);
- Памятная медаль Рубинового юбилея короля Карла XVI Густава (15 сентября 2013)[5];
- Памятная медаль к 70-летию короля Швеции Карла XVI Густава (30 апреля 2016)
- Большой крест Ордена Святого Олафа (1992);
- Большой крест Ордена Драгоценной короны (2000)[6];